# Michael Wills
Michael David Wills, född 20 mars 1952 i London, är en brittisk Labourpolitiker. Han var parlamentsledamot för valkretsen North Swindon från valet 1997 till 2010.